# Marcus Daniell
Marcus Daniell (Masterton, 9 novembre 1989) è un ex tennista neozelandese.

## Biografia
Specialista del doppio, ha vinto 5 tornei del circuito maggiore e il suo miglior ranking ATP è il 34º posto raggiunto il 29 gennaio 2018. Ha conquistato il bronzo con Michael Venus alle Olimpiadi di Tokyo 2020. Nelle prove del Grande Slam ha disputato per tre volte i quarti di finale e ha esordito nella squadra neozelandese di Coppa Davis nel 2010.
Durante la pandemia di COVID-19, gli è stato permesso il rientro in patria solo a inizio 2022, dopo aver disputato gli Australian Open. Si è preso quindi una pausa dalle competizioni e ad aprile si è infortunato gravemente a un ginocchio. Ha dovuto sottoporsi a due interventi chirurgici . Ha ripreso a giocare nel circuito nel dicembre 2023, quasi due anni dopo l'ultimo incontro disputato. Si è ritirato nel gennaio 2025, disputando il suo ultimo torneo all'Auckland Open.

## Statistiche

### Doppio

#### Vittorie (5)
| Legenda doppio       |
| Grande Slam (0)      |
| ATP Finals (0)       |
| ATP Masters 1000 (0) |
| ATP Tour 500 (0)     |
| ATP Tour 250 (5)     |

| N. | Data            | Torneo                                                | Superficie  | Compagno       | Avversari in finale               | Punteggio           |
| 1. | 16 gennaio 2010 | Auckland Open, Auckland                               | Cemento     | Horia Tecău    | Marcelo Melo Bruno Soares         | 7-5, 6-4            |
| 2. | 8 febbraio 2015 | Open Sud de France, Montpellier                       | Cemento (i) | Artem Sitak    | Dominic Inglot Florin Mergea      | 3-6, 6-4, [16-14]   |
| 3. | 12 giugno 2016  | Stuttgart Open, Stoccarda                             | Erba        | Artem Sitak    | Oliver Marach Fabrice Martin      | 6(4)-7, 6-4, [10-8] |
| 4. | 6 gennaio 2019  | Brisbane International, Brisbane                      | Cemento     | Wesley Koolhof | Rajeev Ram Joe Salisbury          | 6-4, 7-6(6)         |
| 5. | 17 ottobre 2020 | Forte Village Sardegna Open, Santa Margherita di Pula | Terra rossa | Philipp Oswald | Juan Sebastián Cabal Robert Farah | 6–3, 6–4            |

#### Finali perse (10)
| Legenda doppio       |
| Grande Slam (0)      |
| ATP Finals (0)       |
| ATP Masters 1000 (0) |
| ATP Tour 500 (0)     |
| ATP Tour 250 (10)    |

| N.  | Data             | Torneo                                     | Superficie  | Compagno          | Avversari in finale                  | Punteggio           |
| 1.  | 17 luglio 2016   | Swedish Open, Båstad                       | Terra rossa | Marcelo Demoliner | Marcel Granollers David Marrero      | 2-6, 3-6            |
| 2.  | 5 marzo 2017     | Brasil Open, San Paolo                     | Terra rossa | Marcelo Demoliner | Rogério Dutra da Silva André Sá      | 6(5)-7, 7-5, [7-10] |
| 3.  | 27 maggio 2017   | Open Parc Auvergne-Rhône-Alpes Lyon, Lione | Terra rossa | Marcelo Demoliner | Andrés Molteni Adil Shamasdin        | 3-6, 6-3, [5-10]    |
| 4.  | 1º ottobre 2017  | Chengdu Open, Chengdu                      | Cemento     | Marcelo Demoliner | Jonathan Erlich Aisam-ul-Haq Qureshi | 3-6, 6(3)-7         |
| 5.  | 25 febbraio 2018 | Open 13, Marsiglia                         | Cemento (i) | Dominic Inglot    | Raven Klaasen Michael Venus          | 7-6(2), 3-6, [4-10] |
| 6.  | 21 ottobre 2018  | Stockholm Open, Stoccolma                  | Cemento (i) | Wesley Koolhof    | Luke Bambridge Jonny O'Mara          | 5-7, 6(8)-7         |
| 7.  | 28 aprile 2019   | Hungarian Open, Budapest                   | Terra rossa | Wesley Koolhof    | Ken Skupski Neal Skupski             | 3-6, 4-6            |
| 8.  | 15 giugno 2019   | Rosmalen Open, 's-Hertogenbosch            | Erba        | Wesley Koolhof    | Dominic Inglot Austin Krajicek       | 4-6, 6-4, [4-10]    |
| 9.  | 18 gennaio 2020  | Auckland Open, Auckland                    | Cemento     | Philipp Oswald    | Luke Bambridge Ben McLachlan         | 6(3)-7, 3-6         |
| 10. | 12 marzo 2021    | Qatar Open, Doha                           | Cemento     | Philipp Oswald    | Aslan Karacev Andrej Rublëv          | 5-7, 4-6            |

## Risultati in progressione
| Sigla | Risultato               |
| ----- | ----------------------- |
| V     | Vincitore               |
| F     | Finalista               |
| SF    | Semifinalista           |
| O     | Oro olimpico            |
| A     | Argento olimpico        |
| SF    | Bronzo olimpico         |
| QF    | Quarti di Finale        |
| 4T    | Quarto turno            |
| 3T    | Terzo turno             |
| 2T    | Secondo turno           |
| 1T    | Primo turno             |
| RR    | Round Robin             |
| LQ    | Turno di qualificazione |
| A     | Assente                 |
| ND    | Non disputato           |

| Legenda superfici    |
| -------------------- |
| Cemento              |
| Terra battuta        |
| Erba                 |
| Superficie variabile |

### Doppio
| Tornei Grande Slam         |     |     |               |               |               |               |      |               |               |     |       |
| Australian Open, Melbourne | A   | 1T  | 3T            | QF            | 2T            | 1T            | QF   | 2T            | A             | 1T  | 10-8  |
| Open di Francia, Parigi    | 1T  | 3T  | 1T            | A             | 2T            | 1T            | 2T   | A             | A             | A   | 4-6   |
| Wimbledon, Londra          | 3T  | 1T  | 3T            | 1T            | QF            | ND            | 2T   | A             | A             | 1T  | 7-7   |
| US Open, New York          | 2T  | 3T  | 2T            | 2T            | 1T            | 2T            | 2T   | A             | A             | 1T  | 7-8   |
| Vittorie-Sconfitte         | 2-3 | 4-4 | 5-4           | 4-3           | 5-4           | 1-3           | 6-4  | 1-1           | 0-0           | 0-3 | 28-27 |
| Nazionale                  |     |     |               |               |               |               |      |               |               |     |       |
| Giochi Olimpici            | ND  | 1T  | Non disputati | Non disputati | Non disputati | Non disputati | SF B | Non disputati | Non disputati | A   | 5-2   |
| Vittorie-Sconfitte         | ND  | 0-1 | Non disputati | Non disputati | Non disputati | Non disputati | 5-1  | Non disputati | Non disputati | 0-0 | 5-2   |

### Doppio misto
| Tornei Grande Slam         |     |     |               |               |               |               |     |     |
| Australian Open, Melbourne | A   | A   | A             | 1T            | A             | A             | A   | 0-1 |
| Open di Francia, Parigi    | A   | A   | A             | A             | A             | ND            | A   | 0-0 |
| Wimbledon, Londra          | A   | A   | 1T            | 2T            | 3T            | ND            | A   | 2-3 |
| US Open, New York          | A   | A   | A             | A             | 1T            | ND            | 1T  | 0-2 |
| Vittorie-Sconfitte         | 0-0 | 0-0 | 0-1           | 1-2           | 1-2           | 0-0           | 0-1 | 2-5 |
| Nazionale                  |     |     |               |               |               |               |     |     |
| Giochi Olimpici            | ND  | A   | Non disputati | Non disputati | Non disputati | Non disputati | A   | 0-0 |
| Vittorie-Sconfitte         | ND  | 0-0 | Non disputati | Non disputati | Non disputati | Non disputati | 0-0 | 0-0 |